# STS-75
STS-75 est la dix-neuvième mission de la navette spatiale Columbia.

## Équipage
- Commandant : Andrew M. Allen (3)  États-Unis
- Pilote : Scott J. Horowitz (1)  États-Unis
- Spécialiste de mission : Jeffrey A. Hoffman (5)  États-Unis
- Spécialiste de mission : Maurizio Cheli (1)  Italie de l'ESA
- Spécialiste de mission : Claude Nicollier (3)  Suisse de l'ESA
- Spécialiste de mission et commandant de la charge utile: Franklin R. Chang-Diaz (5)  États-Unis
- Spécialiste de la charge utile : Umberto Guidoni (1)  Italie de l'ASI

Entre parenthèses le nombre de vols spatiaux par astronaute (y compris la mission STS-75)

## Paramètres de mission
- Masse :
  - Poids total : ? kg
  - Poids à vide : ? kg
  - Charge utile : 10 592 kg
- Périgée : 277 km
- Apogée : 320 km
- Inclinaison : 28,5°
- Période orbitale : 90,5 min

## Objectifs
L'objectif de la mission STS-75 était le déploiement d'un satellite filoguidé italien TSS (Tethered Satellite System).